# Le Pas-Saint-l'Homer
Le Pas-Saint-l'Homer là một xã thuộc tỉnh Orne trong vùng Normandie tây bắc nước Pháp. Xã này nằm ở khu vực có độ cao trung bình 196 mét trên mực nước biển.